# Answer to the Master
Answer to the Master è il terzo album in studio della band heavy metal statunitense Impellitteri, pubblicato il 7 settembre 1994 per la JVC.

## Tracce
1. The Future Is Black – 3:42
2. Fly Away – 4:03
3. Warrior – 4:04
4. I'll Wait – 5:09
5. Hold the Line – 4:01
6. Something's Wrong with the World Today – 3:44
7. Answer to the Master – 3:25
8. Hungry Days – 3:10
9. The King Is Rising – 3:33

## Formazione
- Rob Rock – voce
- Chris Impellitteri – chitarra
- James Amelio Pulli – basso
- Mike Smith – tastiera
- Ken Mary – batteria

### Altri musicisti
- James Christian – voce